# Siphona pilistyla
Siphona pilistyla là một loài ruồi trong họ Tachinidae.